# バビルサ
バビルサ (Babyrousa babyrussa) は、哺乳綱偶蹄目（鯨偶蹄目とする説もあり）イノシシ科バビルサ属に分類される偶蹄類。

## 分布
インドネシア（ブル島、Sula諸島＜Mangole島、Taliabu島＞）。Sulabesi島（Sula諸島）では絶滅した。

## 形態
バビルサ属最小種であり、同属の他種と比較して長い体毛で密に覆われる。

## 分類
以前は旧バビルサB. babyrussaのみで、バビルサ属を構成していた。2001年に亜種を、それぞれ独立種セレベスバビルサB. celebensis（スラウェシ島北部および周辺の島嶼）・トギアンバビルサB. togeanensis（トギアン諸島）・ボラバツバビルサB. bolabatuensis（スラウェシ島南部で半化石となった頭骨が1つ発見されたのみ）として分割する説が提唱された。
- セレベスバビルサ Babyrussa celebensis
- トギアンバビルサ Babyrussa togeanensis

## 生態
バビルサ属の生態に関する既知の研究はセレベスバビルサについてのものがほとんどであり、狭義の本種については知られていない。

## 人間との関係
分布が限定的であることに加えて、森林伐採による生息地の破壊、非イスラム教徒による食用の狩猟などにより生息数は減少している。1931年に、広義のバビルサ（旧バビルサ）は法的に保護の対象とされた。1975年のワシントン条約発効時から、ワシントン条約附属書Iに掲載されている。